# Madame Irma (film)
Pour les articles homonymes, voir Madame Irma.
Pour plus de détails, voir Fiche technique et Distribution.
Madame Irma est un film français de Didier Bourdon et Yves Fajnberg, sorti le 6 décembre 2006.

## Synopsis
Francis Lenoir est un cadre supérieur, âgé de 45 ans, particulièrement apprécié de sa hiérarchie, bien qu'un peu loin des problèmes de son personnel. Il est le PDG de la filiale française d'une importante compagnie de voyages américaine, dirigée par Kate O'Brian, une femme d'affaires froide et autoritaire.
Pourtant, du jour au lendemain, il apprend son licenciement. Dès lors, Francis cherche désespérément un emploi, mais sans succès, et cache tout à sa femme, tandis que l'aide de son fidèle ami, Ludovic, un riche médecin, ne lui est guère d'un grand secours. 
Un soir, sans trop y croire, il se rend chez Olga, une voyante, qui lui donne une idée : la voyance, elle, peut le sauver. Croyant en ses capacités et pensant alors qu'il s'agit pour lui de l'unique solution, Francis Lenoir, qui menait une brillante carrière dans les affaires, devient Madame Irma, une voyante d'origine roumaine. Ce qu'il ne sait pas, c'est que cette Madame Irma sera confrontée à de nombreux quiproquos, et que sa tâche sera loin d'être aisée.

## Fiche technique
Source IMDb
- Réalisation : Didier Bourdon, Yves Fajnberg
- Assistants réalisateurs : 1) Thomas Trefouel / 2) Alain Braconnier
- Scénario :  Didier Bourdon, Frédéric Petitjean
- Musique : Olivier Bernard
- Photographie : Pascal Caubère
- Décors : Jean-Pierre Clech
- Montage : Jeanne Kef
- Productrion : Régine Konckier
- Société de production : Alva Films
- Société de distribution : Mars Distribution
- Pays de production :  France
- Genre  : comédie
- Durée : 90 minutes
- Date de sortie : 
  - France : 6 décembre 2006
- Parmi les lieux de tournage : l'Aéroport de Paris-Charles-de-Gaulle
- Sortie en DVD : 2 juillet 2007 (Studiocanal)

## Distribution
Source IMDb
- Didier Bourdon : Francis Lenoir / lui-même (caméo de fin de générique)
- Pascal Légitimus : Dr Ludovic « Ludo » Gillon
- Arly Jover : Inès Lenoir
- Catherine Mouchet : Brigitte Gillon
- Yoann Denaive : Théo
- Julie Ferrier : Olga la voyante
- Estelle Krol : Luna
- Jacques Herlin : M. Blancard
- Catherine Davenier : la cliente roumaine
- Jo Prestia : le client patibulaire
- Isabelle Coulombe : La pleureuse
- Jean-Pierre Lazzerini : Eddy
- Farida Ouchani : Aïcha
- Gérard Caillaud : M. Philippon
- Françoise Surel : Kate O'Brian
- Nadège Beausson-Diagne : Sylvie
- Jean-François Pastout : le chauffeur de taxi
- Soko : la lycéenne
- Rona Hartner : La liseuse de pieds
- Cyrille Eldin : M. Dupontavice
- Katia Lewkowicz : Mme Dupontavice
- Éric Naggar : M. Miltin
- Véronique Boulanger : Mme Miltin
- Claire Nadeau : Nicole
- Cédric Chevalme : le banquier
- Sandra Moreno : l'assistante de Ludo
- Rochelle Redfield : l'Américaine
- Jean-Pierre Tagliaferri : apparition en arrière-plan

## Analyse
Le film commence exactement comme Une époque formidable… : un cadre dirigeant est licencié et ne dit rien à sa femme, d'origine espagnole et plus jeune que lui. Mais à la différence de Berthier qui se laisse couler jusqu'à devenir sans domicile fixe, Francis Lenoir trouve une solution : devenir madame Irma.